# Camptoplites unicornis
Camptoplites unicornis är en mossdjursart som först beskrevs av Busk 1884.  Camptoplites unicornis ingår i släktet Camptoplites och familjen Bugulidae. Inga underarter finns listade i Catalogue of Life.